# Región geográfica inmediata de Joinville
La región geográfica inmediata de Joinville es una de las 24 regiones inmediatas del estado brasileño de Santa Catarina, una de las tres regiones inmediatas que componen la región geográfica intermedia de Joinville, y una de las 509 regiones inmediatas en Brasil, creadas por el IBGE en 2017. Está compuesta de 12 municipios.

## Municipios
| Región Geográfica Inmediata | Código | Municipios             |
| --------------------------- | ------ | ---------------------- |
| Joinville                   | 420016 | Araquari               |
| Joinville                   | 420016 | Balneário Barra do Sul |
| Joinville                   | 420016 | Corupá                 |
| Joinville                   | 420016 | Garuva                 |
| Joinville                   | 420016 | Guaramirim             |
| Joinville                   | 420016 | Itapoá                 |
| Joinville                   | 420016 | Jaraguá do Sul         |
| Joinville                   | 420016 | Joinville              |
| Joinville                   | 420016 | Massaranduba           |
| Joinville                   | 420016 | São Francisco do Sul   |
| Joinville                   | 420016 | São João do Itaperiú   |
| Joinville                   | 420016 | Schroeder              |